# Miloje Vasić
Miloje Vasić (szerb cirill betűkkel: Милоје Васић; Požeženo, 1869. szeptember 16. – Belgrád, 1956. november 4.) szerb régész. 
A belgrádi egyetem professzora és a Szerb Tudományos és Művészeti Akadémia tagja, az első művelt szerb régész volt, a modern szerbiai régészet megalapítójának tartják. A régészeten kívüli, széleskörűen eklektikus érdeklődéséről is ismert, legjelentősebb eredménye a Vinča-kultúra neolitikus lelőhelyének 1905-ös felfedezése és az azt követő, 1908-ban megkezdett ásatások.

## A kezdetek, tanulmányai
Miloje Vasić 1869. szeptember 16-án született a kelet-szerbiai Veliko Gradište-ban, egy 11 gyermekes családban, azonban csak ő és két nővére élte túl a gyermekkort. Apja Milojko Vasić szabó volt.
A veliko gradišti és belgrádi gimnáziumokban, valamint a Grandes écoles filológiai és történelmi karán érettségizett 1888 és 1892 között. Ezután gimnáziumi tanár lett Veliko Gradište (1892-93), Negotin (1893-94) és Belgrád (1894-95) gimnáziumaiban. 1895 márciusában elfogadta Mihailo Valtrović, a belgrádi Nemzeti Múzeum akkori igazgatójának meghívását, hogy legyen a helyettese.
A szerb kormány ösztöndíját elnyerve Vasić Németországba utazott, hogy filológiát, művészettörténetet és klasszikus régészetet tanuljon. Négy szemesztert töltött Berlinben, majd Münchenbe költözött. A klasszikus régészet akkori egyik legnagyobb nevének, Adolf Furtwängler professzornak a mentorálásával 1899-ben doktorált a görögök kultúrájának és művészetének fáklyája című dolgozatával, amelyet 1900-ban Belgrádban publikált.

## Egyetemi évek
Miután 1901-ben visszatért Németországból, a belgrádi Felsőbb Iskola régészeti előadója lett, 1903 októberében tiszteletbeli docens, 1905 márciusától, amikor a Felsőbb Iskola egyetemmé alakult, teljes jogú. Amikor Valtrović 1906-ban nyugdíjba vonult, Vasić váltotta őt a Nemzeti Múzeum igazgatói posztján, ami lehetővé tette a két, régészettel foglalkozó intézmény közötti szűk körű együttműködést.
Az első világháborút száműzetésben töltötte, és amikor a háború befejezése után a kormány megtagadta a múzeum felújítására szánt forrásokat, Vasić lemondott igazgatói tisztségéről. 1920-ban az egyetem adjunktusa lett, majd 1922-ben teljes jogú professzori kinevezést kapott. 1939-ben, 70. életévének betöltése után nyugdíjba vonult, de továbbra is tiszteletbeli tanárként tanított 1941. március 23-ig, amikor eltávolították az egyetemről, és Veselin Čajkanović vette át a régészeti szemináriumot. Személyhiány miatt a második világháború után, 1947-ben reaktiválták, majd 1955-ben végleg nyugdíjba vonult.

## Régészet

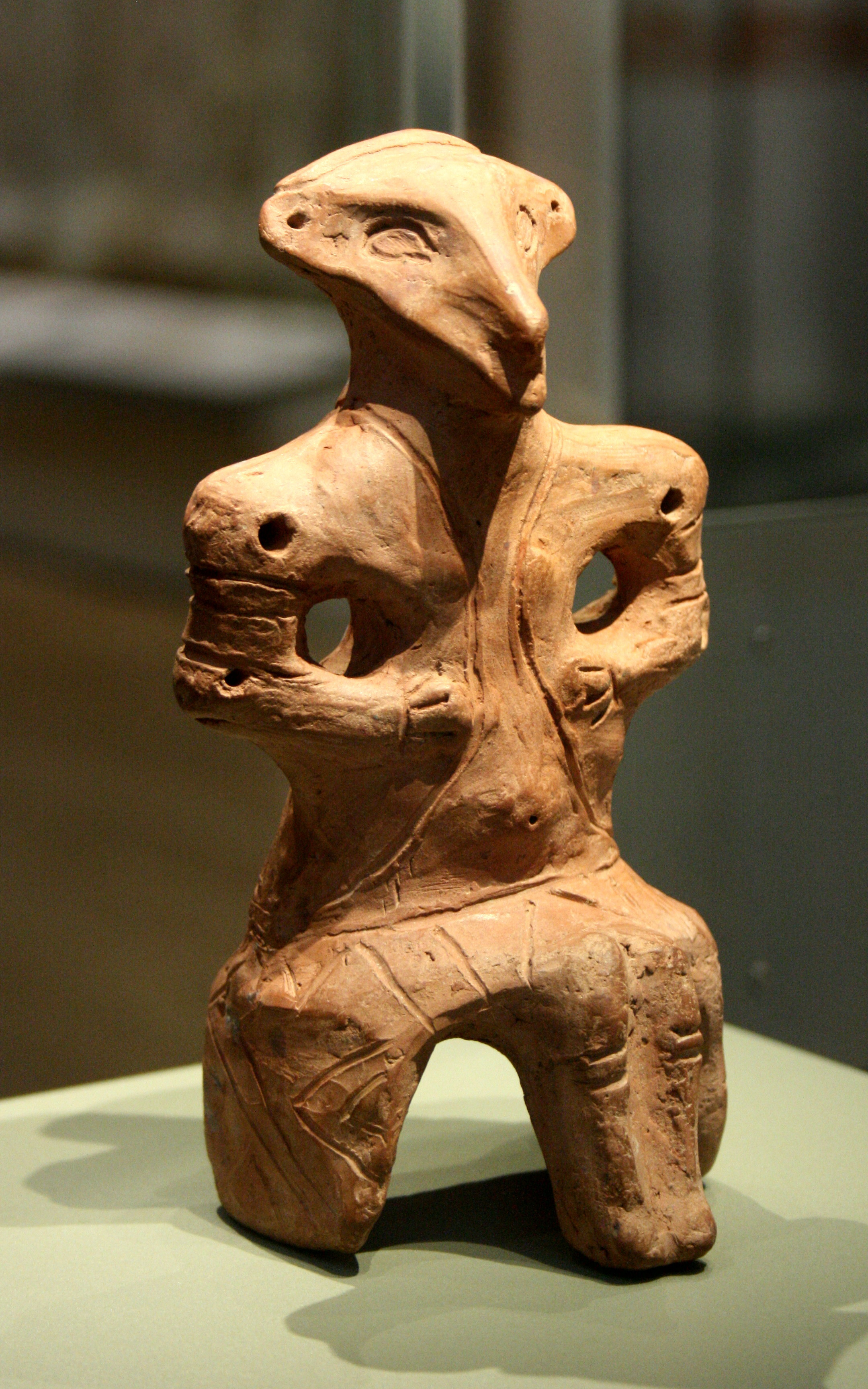
Vinca figura

Vasićot az őskori és klasszikus régészet, különösen a középkori szerb régészet és szobrászat érdekelte. A belgrádi diploma megszerzése után már a Starinarban, a szerb régészeti társaság legrégebbi folyóiratában két jegyzett, tudományosan jól dokumentált munkát publikált Pincum (a Pincum-domborműről ismert) és Viminacium, a mai Veliko Gradište, illetve Kostolac római kori városairól. Németországi tanulmányai befejezése után ásatásokat végzett a Međulužje melletti Jablanica (1900), a Ripanj melletti Čaršija (1904) és a Popović melletti Mali Drum (szintén 1904) őskori településeken, Belgrádtól délkeletre. 
Eredményeit hazai és külföldi tudományos folyóiratokban publikálta. E cikkek alapján összeállított egy hatalmas tanulmányt Hozzájárulások a trójai problémák megoldásához, amelyet a Szerb Királyi Akadémia Glas SKA című folyóiratában (1906, LXX) tett közzé. Tanulmányában Vasić rámutatott, hogy a Duna-völgyi neolitikus kultúrák egyértelműen Délkelet-Európa (Égei-tengeri térség, Kis-Ázsia, Iónia) egyidejűleg létező kultúrkomplexumához kapcsolódnak, nem pedig Észak-Európa kultúráihoz, ami akkoriban uralkodó tudományos vélemény volt.
Folytatta az őskori, késő neolitikus települések feltárását szerte Szerbiában, többek között 1906-ban Žuto Brdo (Nagyvárad (Veliko Gradište) közelében) és 1909-ben Gradac (Zlokućane) közelében. A nagy településnek számító Gradacban talált leletek közé tartoznak az antropomorf és zoomorf figurák, főként a késő neolitikumból (a Vinča kultúrcsoport régebbi szakaszának vége), de néhányat az eneolitikumból és a későbbi vaskorból (La Tène-kultúra) is. Kelet- és Dél-Szerbiában kiterjedt terepbejárást is végzett.
Miután 1941-ben kénytelen volt nyugdíjba vonulni az egyetemről, bár már előrehaladott korban volt, továbbra is végzett néhány ásatást, de leginkább csak írt. A felsőoktatásban, majd az egyetemen, a szerb régészeti társaságban végzett munkájával, és különösen az angol, német, francia és szerb nyelven megjelent számos cikkével egy évtized alatt világszínvonalra emelte a szerb régészeti tudományt.

## Fordítás
Ez a szócikk részben vagy egészben  a   Miloje Vasić című angol Wikipédia-szócikk fordításán alapul.  Az eredeti cikk szerkesztőit annak laptörténete sorolja fel. Ez a jelzés csupán a megfogalmazás eredetét és a szerzői jogokat jelzi, nem szolgál a cikkben szereplő információk forrásmegjelöléseként.